# جیم نورتون (کمدین)
جیم نورتون (به انگلیسی: Jim Norton) (زاده ۱۹ ژوئیه ۱۹۶۸)، استندآپ کمدین، بازیگر آمریکایی است. از فیلم‌های معروف او می‌توان به قانون‌شکن و کمدین اشاره کرد.